# Монтаньяна
Монтаньяна (італ. Montagnana, вен. Montagnana) — муніципалітет в Італії, у регіоні Венето, провінція Падуя.
Монтаньяна розташована на відстані близько 380 км на північ від Рима, 75 км на захід від Венеції, 39 км на південний захід від Падуї.
В соборі Святої Марії у Монтаньяні знаходиться фреска видатного художника епохи Відродження Паоло Веронезе «Преображення Господнє» (1555—1556).

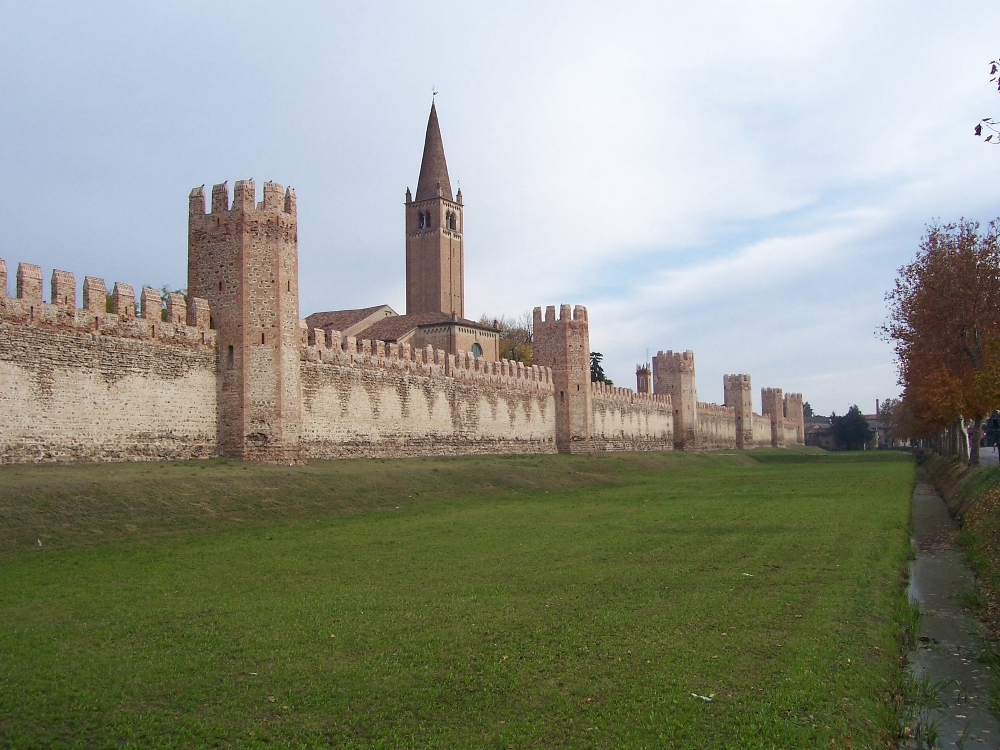

Населення — 9276 осіб (2014).

## Демографія
Населення за роками:

Станом на 1 січня 2023 року в муніципалітеті офіційно проживали 732 іноземці з 41 країни, серед них 98 громадян країн Євросоюзу та 22 громадяни України.

## Сусідні муніципалітети
- Бевілаккуа
- Казале-ді-Скодозія
- Мельядіно-Сан-Фіденціо
- Мінербе
- Пояна-Маджоре
- Прессана
- Ровередо-ді-Гуа
- Салетто
- Урбана